# 池田粂男
池田 粂男（いけだ　くめお、1944年-2012年11月14日）は、日本の法学者。専門は民事訴訟法・民事執行法・民事保全法。北海学園大学名誉教授。小山昇門下。

## エピソード
北海道出身。池田は、自分の後輩にあたる北海学園大学の学生達の資格取得や学術研鑽を目的として法職講座を1999年に創設する。当初は、司法試験合格を目的とし越前屋民雄や石田明義ら北海学園大学出身の弁護士を中心に講義を行わせていたが、2005年の法科大学院を設置に伴い、司法書士合格に方針転換し、以後、北海学園大学出身で資格試験予備校講師の臼杵裕美らに講義を行わせるようになった。2012年9月からは法職社会保険労務士講座も開講させた。また、2014年より急逝した池田を顕彰する意味もこめて「池田記念法職講座」と改称した。大学院修士課程では、佐藤弘直神戸学院大学法学部准教授を指導した。

## 来歴

### 学歴
- 1963年　北海道札幌南高等学校卒業
- 1968年　北海学園大学法学部卒業
- 1971年　北海道大学大学院法学研究科修士課程修了

### 職歴
- 1971年　北海道大学法学部助手
- 1974年　北海学園大学法学部講師（担当 民事訴訟法・民事執行法・民事保全法）
- 1977年　北海学園大学法学部助教授
- 1989年　北海学園大学法学部教授・同大学院法学研究科教授（修士課程担当）
- 2005年　北海学園大学大学院法務研究科教授（兼担 民事執行法・民事保全法）[4]
- 2012年11月14日 68歳で逝去
- 2012年12月26日 北海学園大学から名誉教授の称号を贈られる[5]

#### 学内における役職
- 学校法人北海学園評議員
- 北海学園大学法学部法職講座委員（1999年～2012年）

#### 学外における役職
- 北海道建設工事紛争審査会特別委員
- 放送大学非常勤講師
- 札幌学院大学大学院法学研究科・法学部非常勤講師

### 所属学会
- 日本私法学会、日本民事訴訟学会に所属し、日本民事訴訟学会理事、日本民事訴訟学会監事を歴任した。

## 学問態度
恩師の小山同様に民事訴訟法学の通説に立脚しているかどうかは不明であった。民事訴訟法のみならず、民事執行法や民事保全法も研究対象としており、大学院でも民事執行法・民事保全法を指導対象としていた。

## 主な業績
- 『損害賠償と立証責任（1~5）』（北大法学論集、1972年-1974年）
- (石川明)・(小島武司)編『民事訴訟法』（青林書院、1987年）
- 『危険領域論の現状』（民事訴訟雑誌、1992年）
- (石川明)・(小島武司)編『新民事訴訟法』（青林書院、1997年初版・1997年補訂版）
- (小野寺忍)・(齋藤哲)・(田尻泰之)・(小林学)『ケイスメソッド民事訴訟法』（信山社出版、2006年初版・2013年第3版）